# ザイラウフ
ザイラウフ (ドイツ語: Sailauf) は、ドイツ連邦共和国バイエルン州ウンターフランケン行政管区のアシャッフェンブルク郡に属す町村（以下、本項では便宜上「町」と記述する）である。この町はアシャッフェンブルクに近いフォアシュペッサルト（シュペッサルト山地の前山地方）に位置し、この地域で最も古い入植地の一つに数えられる。

## 地理

ザイラウフの地区図および土地利用図。ピンクは市街地、白は緑地および耕作地、緑は森林。

### 自治体の構成
ザイラウフは、2つの管区 (Gemarkung)、3つの地区 (Ortsteil) で構成されている。以下の括弧内は2015年1月1日現在の人口である。
- アイヒェンベルク (Eichenberg 786)
- ザイラウフ (Sailauf 2,827)
  - ヴァイバーホーフ (Weiberhof)

ザイラウフの北東、ザイラウフバッハ川の水源地付近に19箇所のこの町の飛び地がある。
かつての集落オーバーザイラウフ、ミッテルザイラウフ、ウンターザイラウフは、建築地域が融合し、ザイラウフ地区を形成している。

### 隣接する町村
ザイラウフは、北はブランケンバッハ、北東はゾンマーカール、東は市町村に属さないザイラウフの森、南東はラウファッハ、南はベッセンバッハ、西はヘスバッハと境を接している（以上、いずれもアシャッフェンブルク郡）。

## 地名

### 語源
ザイラウフという地名が何に由来するかは明らかではない。2つの有力な説が提唱されている。
- この入植地の名称は、人名ジーゲロウフ (Sigelouf) に由来する[4]。
- この名前はザイラウフ川に由来する。この川は町内でラウファッハ川に合流する[4]。同名の川があることと、この地域の地名がしばしば川の名前に由来することがこの語源説の論拠となっている。

### 歴史的表記
この町は、歴史的資料や文献には、以下の表記で登場する。
| - 1189年 Sigilovf - 1229年 Sigeloufe - 1245年 Sigelof - 1279年 Sygeloufen - 1281年 Sigelofe | - 1283年 Sigelowen - 1312年 Sylauf - 1370年 Sylaff - 1489年 Seyloff - 1626年 Seillauff - 1820年 Sailauf |

## 歴史

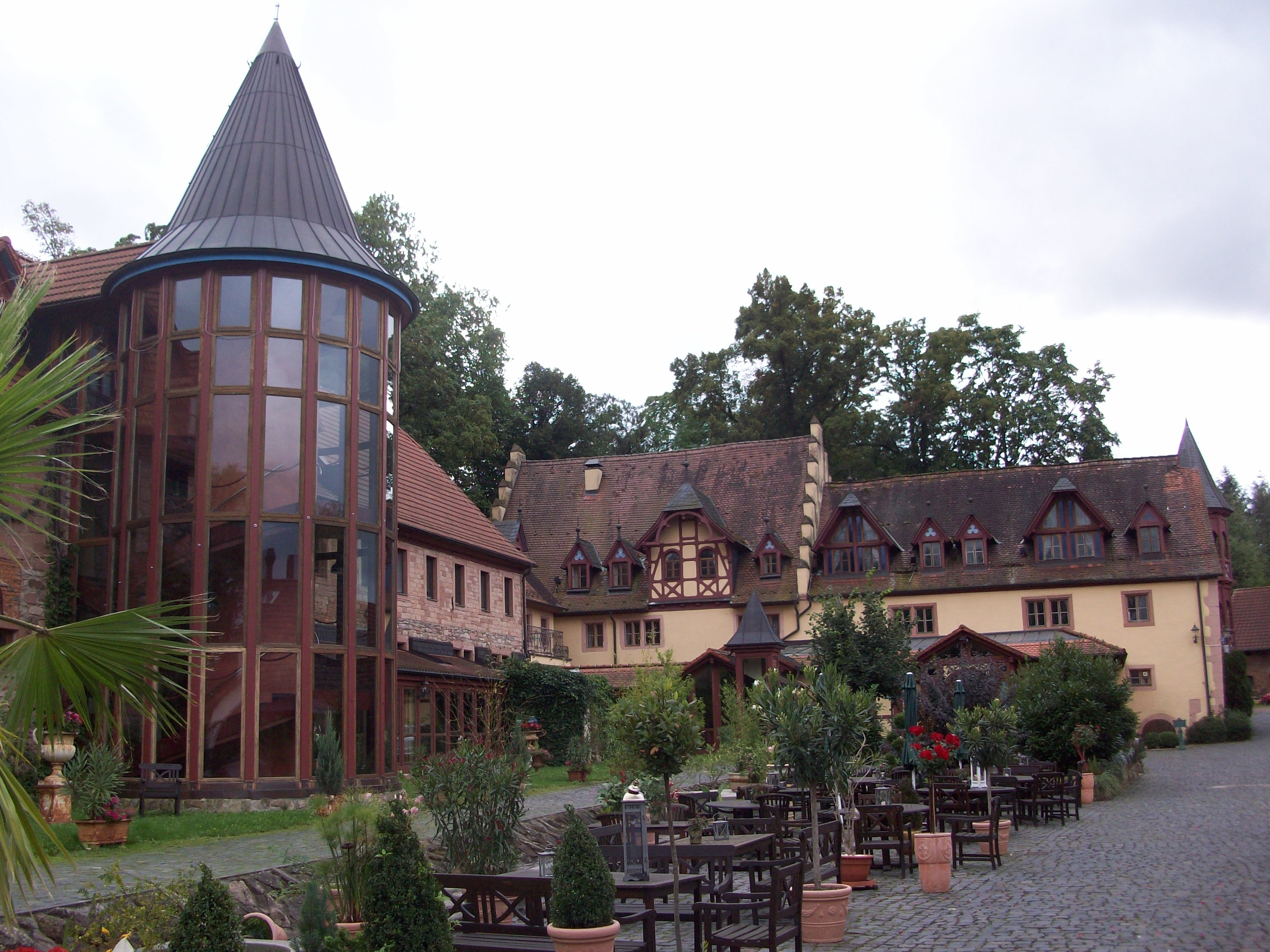
ヴァイバーヘーフェの城館

1089年にはすでに、アシャッフ川上流域の谷の教会がここにあった。1189年に Sigilovf(e) の領主の農場が初めて文献に記録されており、ここから「ザイラウフ」という名前が生じた。13世紀にザイラウフは一時的にリーネック伯の統治下に置かれた。リーネック伯は近くのグレーフェンベルクに「ランデゼーレ」城を建設した。マインツ選帝侯ヴェルナー・フォン・エップシュタインは、1265年に狩りの城館「カストルム・ヴィヴァリウム」を建設した。この城館は後に「ヴァイバーホーフ」と改名された。ヨーロッパでペストが猛威をふるった1349年、フォアシュペッサルトにはほとんど人がいなくなった。後にシュタイクの森からの入植者がザイラウフにやって来た。ヴァイバーホーフの城館は、1552年に第二次辺境伯戦争で破壊された。
三十年戦争（1618年 – 1648年）でザイラウフは、ほぼ完全に破壊された。1789年、ザイラウフの高台に聖フィトゥス教会が建設された。これはおそらく、この場所に建てられた4代目の教会である。1803年、フォアシュペッサルトにおけるマインツ選帝侯の領主権が失われ、アシャッフェンブルクとその周辺部は1814年にバイエルン王国領となった。
1862年7月1日、ベツィルクスアムト・アシャッフェンブルクが設けられ、ザイラウフはその管轄下におかれた。1939年ドイツ国全土で「郡」の名称が採用された。ザイラウフは、旧アシャッフェンブルク郡を構成する33の自治体の一つとなった。この郡は、1972年7月1日にアルツェナウ・イン・ウンターフランケン郡と合併し、新たなアシャッフェンブルク郡が創設された。
1972年7月1日からは、アイヒェンベルクがザイラウフに属している。

## 行政

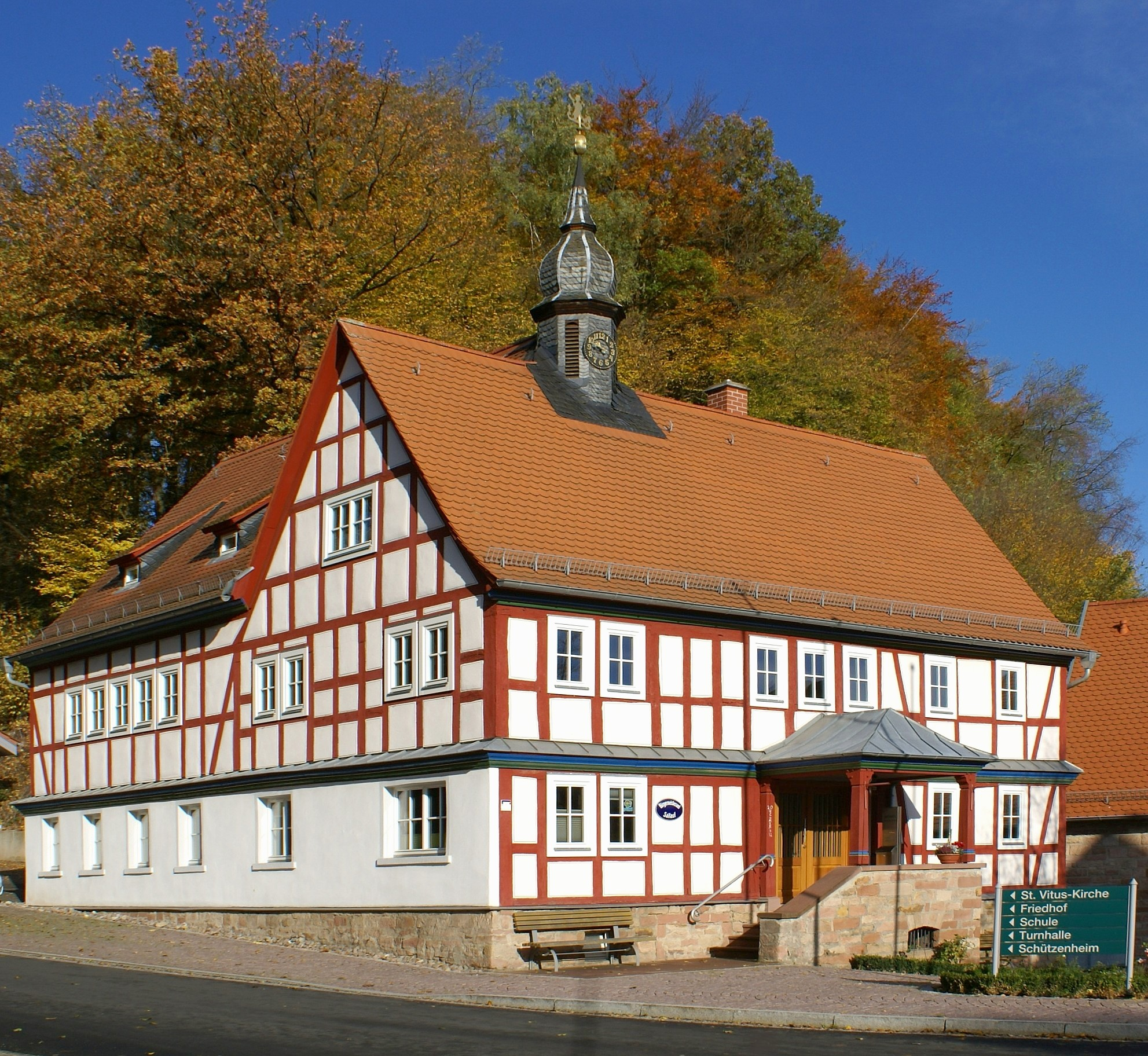
ザイラウフの町長執務庁舎

### 議会
ザイラウフの議会は、首長を含め17議席で構成されている。

### 紋章
図柄: 銀地に赤い斜め帯。帯の中には6本スポークの銀の輪。上部には青い銀の斜め波帯、下部には斜めに配置された緑のオークの枝。
紋章の歴史: 青い斜め波帯は、ザイラウフ川とシュタインバッハ川の合流点にあたるこの町の位置を示している。緑のオークの枝は、オークの木が豊富なシュペッサルト山地を表している。13世紀半ばから1803年までこの地域はマイン選帝侯領に属しており、紋章の中の銀の輪（「マインツの輪」）と赤い斜め帯がこれを示している。赤と銀の配色もマインツ選帝侯領にちなんだものである。この紋章は1969年3月21日に認可を得た。

## 文化と見所

### 見所、周辺

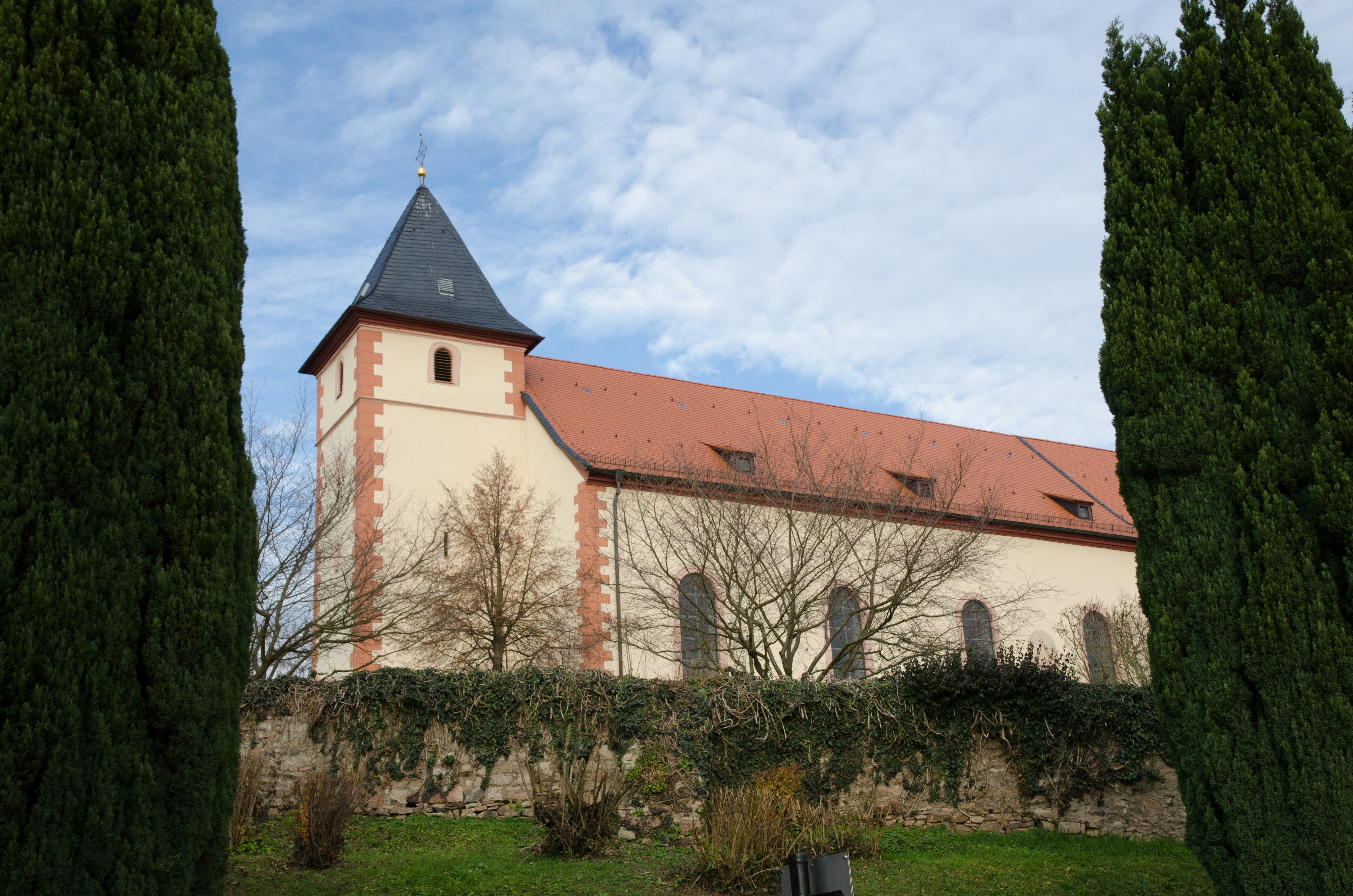
聖フィトゥス教会

- 丘の上に立つ後期バロック様式の聖フィトゥス教会（1789年）はおそらく3代前の建物まで遡ることができる。聖フィトゥスは、周辺の10集落の母教区の守護聖人である。ロマネスク様式の初代教会堂（11世紀）は、塔とブレックマウルと呼ばれる兜の下の仮面台が遺されている。南の、聖母の庇護のマントを象ったファサードの下にキリスト十字架像がある。内部の調度は18世紀以降のものである。
- 墓地の中心部はやはり中世の施設に遡る。バロック様式の入り口の門は教会守護聖人のフィトゥス、聖母マリア、ペストからの守護聖人ゼバスティアンの像で飾られている。
- ウンターシュタット（麓の町）の建物は歴史的に新しいものである。木組み建築の現在（1938年から）の町役場は1800年頃に建設された。元々は営林署長の宿舎、パン焼き小屋、食品・雑貨店であった。時計が設置されたタマネギ型の屋根を戴く小さな塔は1940年に増築された。町役場の前には風化したピエタ像が置かれている。
- レンガ造りの校舎は1906年に建造されたものである。
- 教会の上には果樹園を通る自転車・歩行者用の学習路がある。ザイラウフの司祭ボナヴェントゥラ・ルフはリンゴやマルメロ栽培を熱心に奨励した人物である。果樹栽培は1950年代までこの町の重要な経済分野であった。1960年代以降の国際的な果実の輸入によって果樹園は次第に縮小していった。遊歩道は、ホーフヴィーゼン池（釣り池）やゼーメンホーフ（食堂のある入植地）やロッテンベルク礼拝堂の傍らを通り、ロッテンベルク、アイヒェンベルク、ザイラウフの森、エングレンダーを結んでいる。

- 聖フィトゥス教会のキリスト十字架像
- 聖フィトゥス教会の内部
- 墓地の門
- ロッテンベルク礼拝堂

### ハルトコッペ
ハルトコッペ（フックス採石場とも呼ばれる）は、ザイラウフ近郊で現在も操業している流紋岩の採石場で、鉱石収集家の間ではウラン鉱石などの珍しい鉱石の産出地として、あるいは産出地分類のザイラウファイトで知られている。Okruschite もこの採石場で発見され、記録された。

### 社会生活

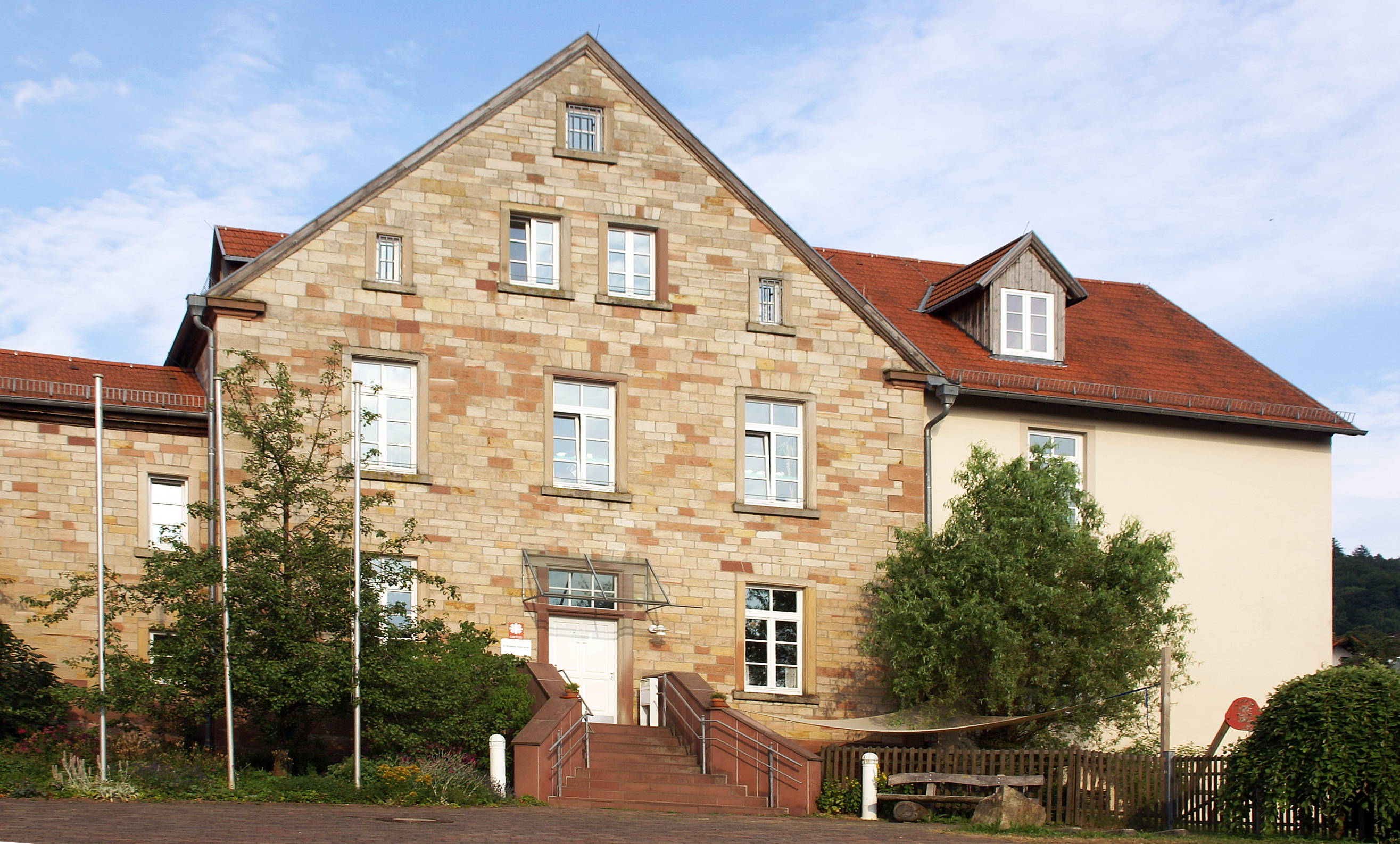
聖ヴェンデリヌス幼稚園

ザイラウフには多彩なサークル・クラブ・団体が存在する。全国的に有名で成功した団体がバイエルン赤十字の少年少女部門である。
ザイラウフの重要なイベントが、毎年開催されるツカハラ＝フェストである。ザイラウフのクノープラウフフェスト（ニンニク祭）は2008年まで開催されていた。
社会的な機関としては幼稚園 2園と基礎課程学校 1校がある。この町は市町村音楽学校連盟に加盟している。
1971年に献堂された復活教会が、信者や住民の反対にもかかわらずヴュルツブルク司教区の指示によって解体されたことで、ザイラウフは2009年に全国的に知られることとなった。この教会堂は、建築家エミール・マイの設計による打ち放しコンクリートの建物であった。この建物は建築文化財としてバイエルン州の保護文化財に指定されていた。ある市民が教会を世俗の用途に利用できるよう働きかけ、政治団体の多くはこれを支持したが、カトリック教会側はこれを拒否した。

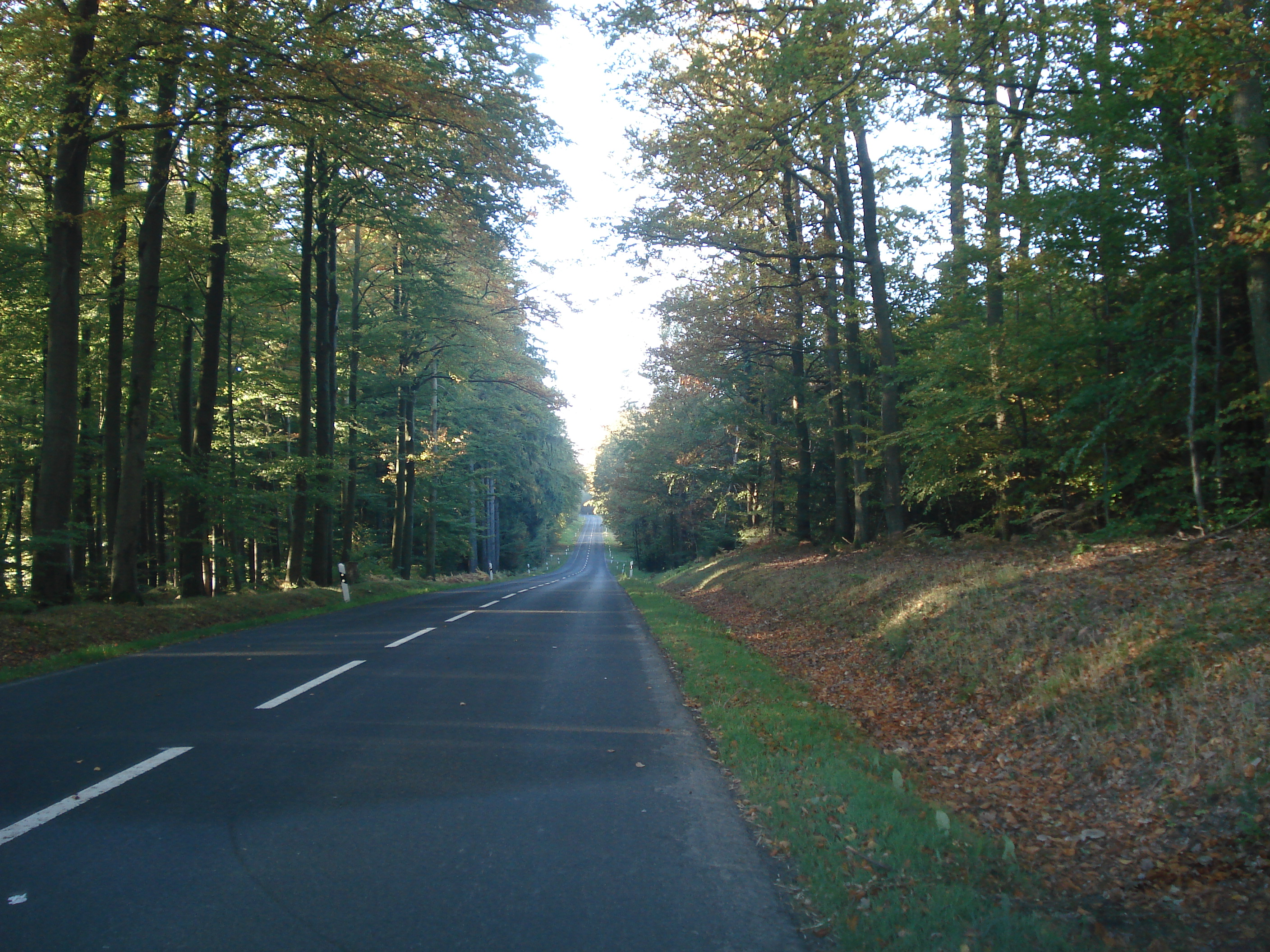
シュペッサルト＝ヘーエンシュトラーセ

### 交通
- ザイラウフはアウトバーン A3号線に接続する。
- ザイラウフ内をシュペッサルト＝ヘーエンシュトラーセ（シュペッサルト高原道路）が通っている。

## 人物

### 出身者
- テオドール・ベルクマン（ドイツ語版、英語版）（1850年 - 1931年）発明家、企業家、自動車製造者

## 引用
1. ↑  https://www.statistikdaten.bayern.de/genesis/online?operation=result&code=12411-003r&leerzeilen=false&language=de Genesis-Online-Datenbank des Bayerischen Landesamtes für Statistik Tabelle 12411-003r Fortschreibung des Bevölkerungsstandes: Gemeinden, Stichtag (Einwohnerzahlen auf Grundlage des Zensus 2011)
2. ↑  Bayerische Landesbibliothek Online - Sailauf（2015年11月3日 閲覧）
3. ↑  Saulauf im Torspessart - Zahlen und Daten aus dem Einwohnermeldeamt（2015年11月3日 閲覧）
4. 1 2 3  Wolf-Armin Frhr. v. Reitzenstein: Lexikon fränkischer Ortsnamen. Herkunft und Bedeutung. C.H.Beck, München 2009, ISBN 978-3-406-59131-0, S. 196.
5. ↑  バイエルン州統計局: 2014年3月16日のアシャッフェンブルク郡の市町村議会選挙結果（2015年10月31日 閲覧）
6. ↑  Mineralienatlas - Fossilienatlas - Der Steinbruch Fuchs an der Hartkoppe bei Sailauf（2015年11月3日 閲覧）
7. ↑  Mineralienatlas - Fossilienatlas - Sailaufit（2015年11月3日 閲覧）
8. ↑  Der Rhyolith von der Hartkoppe bei Sailauf im Spessart und seine vielfältigen und seltenen Mineralien（2015年11月3日 閲覧）
9. ↑  Chukanov, Nikita V., et al., Okruschite, Ca2Mn2+, European Journal of Mineralogy, 26 (4), 589 - 595 (2014)（2015年11月3日 閲覧）
10. ↑  Tsukahara Festival（2015年11月3日 閲覧）
11. ↑  Sailaufer Knoblauchfest（2015年11月3日 閲覧）